# Air Canada
Air Canada är Kanadas största flygbolag, med huvudkontor i Montréal, samt betydande flygtrafiknav i Toronto och Vancouver. De flyger med flygplan tillverkade av Boeing, Airbus och Embraer.

## Historik
Air Canada skapades som dotterbolag till det statliga järnvägsbolaget Canadian National Railway (CNR), 10 april 1937. Bolaget fick namnet Trans-Canada Airlines (TCA). Den 1 september 1937 flög det första flygplanet, från Vancouver till Seattle i USA, med två passagerare och post.
I takt med att flygtrafiken ökade så kom också krav på att modernisera det statliga kanadensiska flygbolaget. 1964 lades ett statligt förslag på ett namnbyte till "Air Canada" och skapandet av ett mer modernt flygbolag. 1 januari 1965 fick bolaget sitt nuvarande namn.
1989 blev Air Canada helt privatägt.
1997 blev Air Canada en av de första medlemmarna i flygbolagsalliansen Star Alliance. 2 september 1998 började den första flygbolagsstrejken i Air Canadas historia.
Januari 2000 köpte Air Canada det näst största kanadensiska flygbolaget, Canadian Airlines. Air Canada blev vinnare av utmärkelsen "Nordamerikas bästa flygbolag" på 2005 års World Airline Awards.
2001 skapades det regionala flygbolaget Air Canada Jazz genom konsolidering av flera flygbolag.

## Flotta
Så här såg Air Canadas flotta ut i augusti 2009
| Flygplan         | Bild | Antal | Order | Options | Passagerare (Business*/ Economy) | Linjer                                                     | Övrigt                                                              |
| ---------------- | ---- | ----- | ----- | ------- | -------------------------------- | ---------------------------------------------------------- | ------------------------------------------------------------------- |
| Airbus A319-100  |      | 35    | 0     | 0       | 120 (14/106)                     | Kort- och medeldistans                                     |                                                                     |
| Airbus A320-200  |      | 41    | 0     | 0       | 146 (14/132)                     | Kort- och medeldistans                                     |                                                                     |
| Airbus A321-200  |      | 10    | 0     | 0       | 174 (20/154)                     | Kort- och medeldistans                                     |                                                                     |
| Airbus A330-300  |      | 8     | 0     | 0       | 265(37/228)                      | Medel- och långdistans                                     |                                                                     |
| Boeing 767-300ER |      | 30    | 0     | 0       | 211 (24/187)                     | Medel- och långdistans + tunga inrikeslinjer               | 3 kommer tas ut ur flottan                                          |
| Boeing 777-200LR |      | 6     | 0     | 14      | 270 (42/228)                     | Medel- och långdistans + tunga linjer till USA och inrikes |                                                                     |
| Boeing 777-300ER |      | 12    | 0     | 14      | 349 (42/307)                     | Medel- och långdistans + tunga linjer till USA och inrikes | En Boeing 777-300ER har blivit specialmålad inför Vancouver OS 2010 |
| Boeing 787-8     |      | 0     | 37    | 23      | TBA                              | TBA                                                        | Sätts i trafik 2013                                                 |
| Embraer 175      |      | 15    | 0     | 0       | 73 (9/64)                        | Nordamerika                                                |                                                                     |
| Embraer 190      |      | 45    | 0     | 0       | 93 (9/84)                        | Kort- och medeldistans                                     |                                                                     |
| Totalt           |      | 202   | 37    | 51      |                                  |                                                            |                                                                     |

## Incidenter
- 2 juni 1983 var en Douglas DC-9 från Air Canada på väg från Dallas till Toronto med 41 passagerare. Planet tvingades nödlanda på Cincinnati/Northern Kentucky International Airport på grund av en brand som startade inne på en av flygplanets toaletter. 23 personer omkom i flygplanet.
- 23 juli 1983 fick en Boeing 767 helt slut på bränsle upp i luften. Planet var på väg från Montreal till Edmonton med 61 passagerare. Planet gjorde en nödlandning utan motorer i staden Gimli utanför Winnipeg i Manitoba. Ett stort problem var att planet inte kunde fälla ut bromsklaffarna vid landning. Ett annat problem var att noshjulet inte fälldes ut ordentligt.